# 福興里 (新北市泰山區)
福興里是位於新北市泰山區的一個里，於2010年12月25日從村改制而成。

## 交通

### 道路
- 泰林路二段：通往新莊、林口的主要道路。
- 仁愛路：泰山十八甲重劃區內最重要道路，西南起明志路公園路口，東北與泰林路相接。
- 仁德路：泰山十八甲重劃區內第三重要道路，南起仁義路（同興街）相接，北與泰林路相接。
- 全興路：泰山十八甲重劃區內第二重要道路，西起明志路相接，東與中山路（臺一線）文成路口相連。
- 福興街：泰山十八甲重劃區內之主要街道，東起仁德路相連，西接福興一街。

### 客運
三重客運中港站（全新的總站）位於泰山區泰林路二段66號。
- 508（泰山－蘆洲－榮總－惇敘工商）
- 803（五股－泰山１８甲－新莊中原路－松山機場）
- 805（五股－新莊棒球場－捷運新埔站－土城）→指南客運與三重客運聯營
- 813（五股－新莊高中－台北醫院－捷運新埔站－中和市金城路）
- 835（泰林仁德路口－新北產業園區－台北車站－捷運台大醫院站）
- 859（泰山－樹林）
- 918（泰山－捷運新埔站－新店）→指南客運與中興巴士聯營
- 938（五股－泰山公有市場－捷運台大醫院站）
- 1203（五股－新泰路－台北）
- 1206（公西 - 板橋）
- 1209（公西 - 北門）

## 鄰近景點
- 泰山國民運動中心：位於全興里，鄰近福興里的運動場所[1][2]。